# 오바촌 (후쿠오카현)
오바촌(大庭村)은 후쿠오카현 아사쿠라군에 있던 촌이다. 현재의 아사쿠라시의 일부에 해당한다.

## 역사
- 1889년 4월 1일 - 정촌제 시행에 의해 조자군 오바촌이 성립하였다.
- 1896년 4월 1일 - 아사쿠라군에 소속되었다.
- 1909년 6월 15일 - 후쿠나리촌과 합병해 다이후쿠촌이 신설하여 폐지되었다.

## 참고문헌
- 角川日本地名大辞典 40 福岡県
- 『市町村名変遷辞典』東京堂出版、1990年。